# Hovik Abrahamian
Hovik Argamí Abrahamian més conegut com a Hovik Abrahamian, Հովիկ Աբրահամյան en armeni: (Mekhtxian, Armènia, 24 de gener de 1958) és un polític i economista armeni. Membre del Partit Republicà d'Armènia (HHK). Des del 13 d'abril de 2014 fins al 13 de setembre de 2016 va ser Primer Ministre d'Armènia.
Va néixer en el poblat armeni de Mekhtxian durant la Unió Soviètica l'any 1958. Es va graduar en Economia en l'Institut d'Economia Nacional de la ciutat d'Erevan. L'any 1990 després de finalitzar els seus estudis superiors, va servir com a militar durant un any de les forces armades soviètiques conegudes com l'Exèrcit Roig d'Obrers i Camperols (RKKA). Seguidament en 1991 en acabar el seu servei militar, va començar a treballar en el sector privat.
Al seu torn, després de la desintegració de la URSS i l'arribada de la Independència d'Armènia el 1991, va entrar en política ingressant en el Partit Republicà d'Armènia.
El 1995 després de la restauració de l'Assemblea Nacional d'Armènia, va ser escollit com a diputat pel partit republicà durant la primera convocatòria. A l'any següent es va convertir en alcalde de la ciutat d'Artaixat fins a 1998 que va passar a ser governador de la Província d'Ararat.